# Тында (приток Депа)
Тында — река в Амурской области России, правый приток Депа.
Длина — 105 км, площадь бассейна — 956 км². Исток — на южных склонах хребта Соктахан. Протекает в южном направлении, в среднем и нижнем течении — по широкой заболоченной долине.

## Этимология
Возможна связь слова «тында» с глагольным тунгусо-маньчжурским корнем «тэн», означающим в эвенкийском языке — «освободить оленей от упряжки», в негидальском и эвенском — «выпустить, распрячь», удэгейском и ульчском — «выпустить» (звучит — «тында»). Конечный элемент «-да» является глагольным суффиксом цели, назначения. Таким образом, топоним мог сложиться на основе значения «освободить оленей от упряжки».

## Данные водного реестра
По данным государственного водного реестра России относится к Амурскому бассейновому округу, речной бассейн реки — Амур, речной подбассейн реки — Зея,
водохозяйственный участок реки — Зея от Зейского гидроузла до впадения р. Селемджа.
По данным геоинформационной системы водохозяйственного районирования территории РФ, подготовленной Федеральным агентством водных ресурсов:
- Код водного объекта в государственном водном реестре — 20030400212118100032828
- Код по гидрологической изученности (ГИ) — 118103282
- Код бассейна — 20.03.04.002
- Номер тома по ГИ — 18
- Выпуск по ГИ — 1

## Основные притоки
(расстояние от устья)
- 67 км: река Алленга (пр)
- 75 км: река Крутогон (пр)
- 90 км: река Аленгра (лв)